# فيلاسار دي دالت
بلدية بيلاسار دي دالت (بالكاتالانية: Vilassar de Dalt) هي إحدى بلديات مقاطعة برشلونة، والتي تقع في منطقة كاتالونيا، شرق إسبانيا.
يبلغ عدد سكانها 8.476 نسمة وفقاً لإحصائية سنة (2007).